# Кам'яна сокира

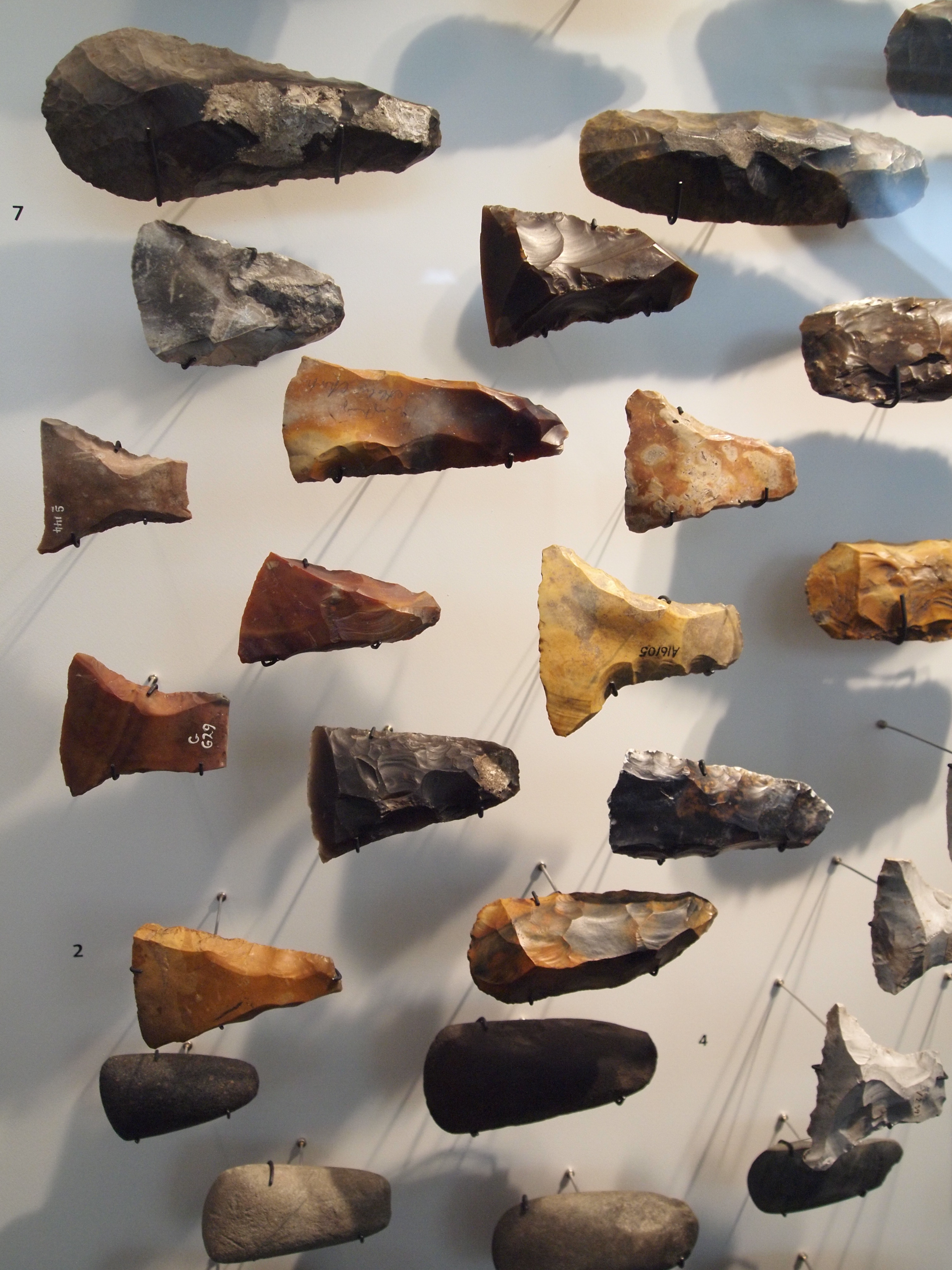
Сокири, в тому числі транше і шліфовані. Данія.

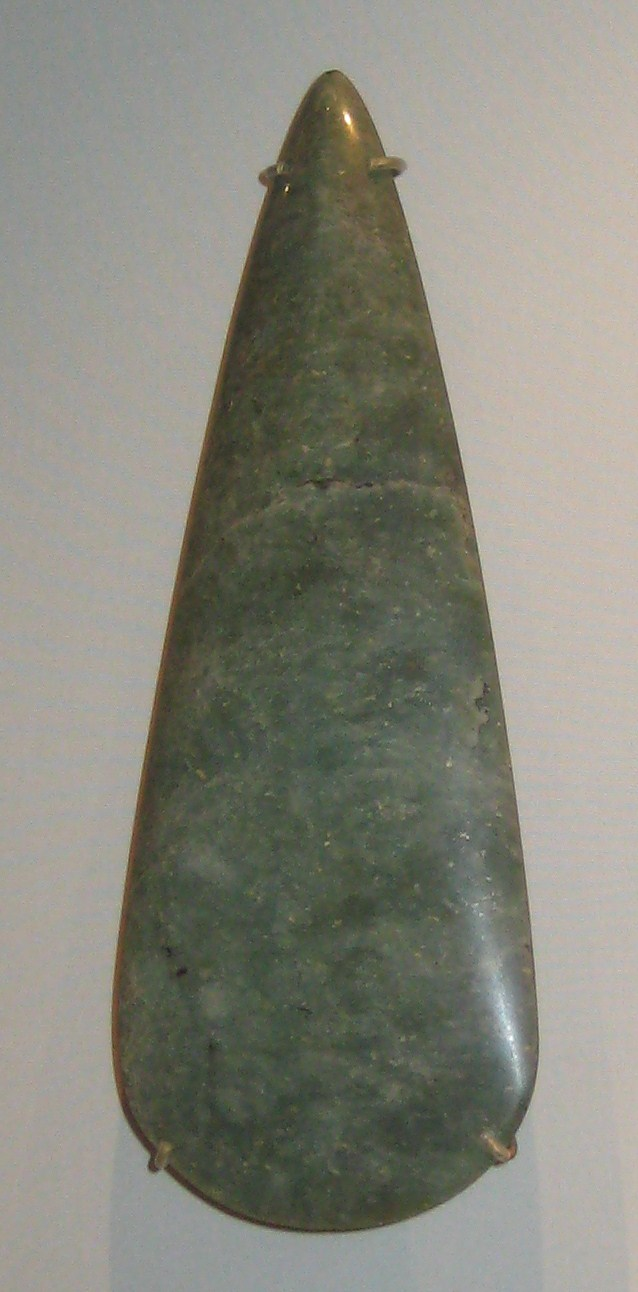
Клиноподібна сокира з жадєїту. Англія, неоліт, 4-2 тис. р. до н. е.

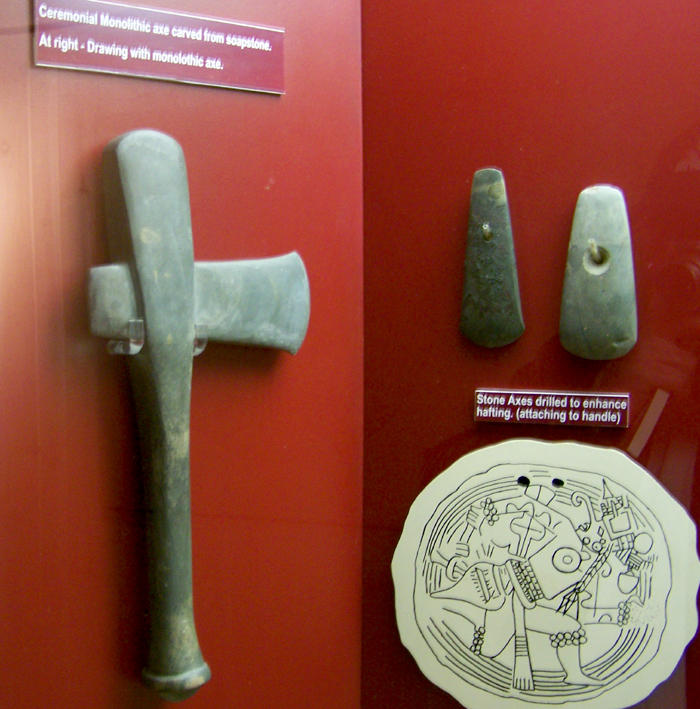
Церемоніальний монолітний і клиноподібні сокири культури Міссісіпі

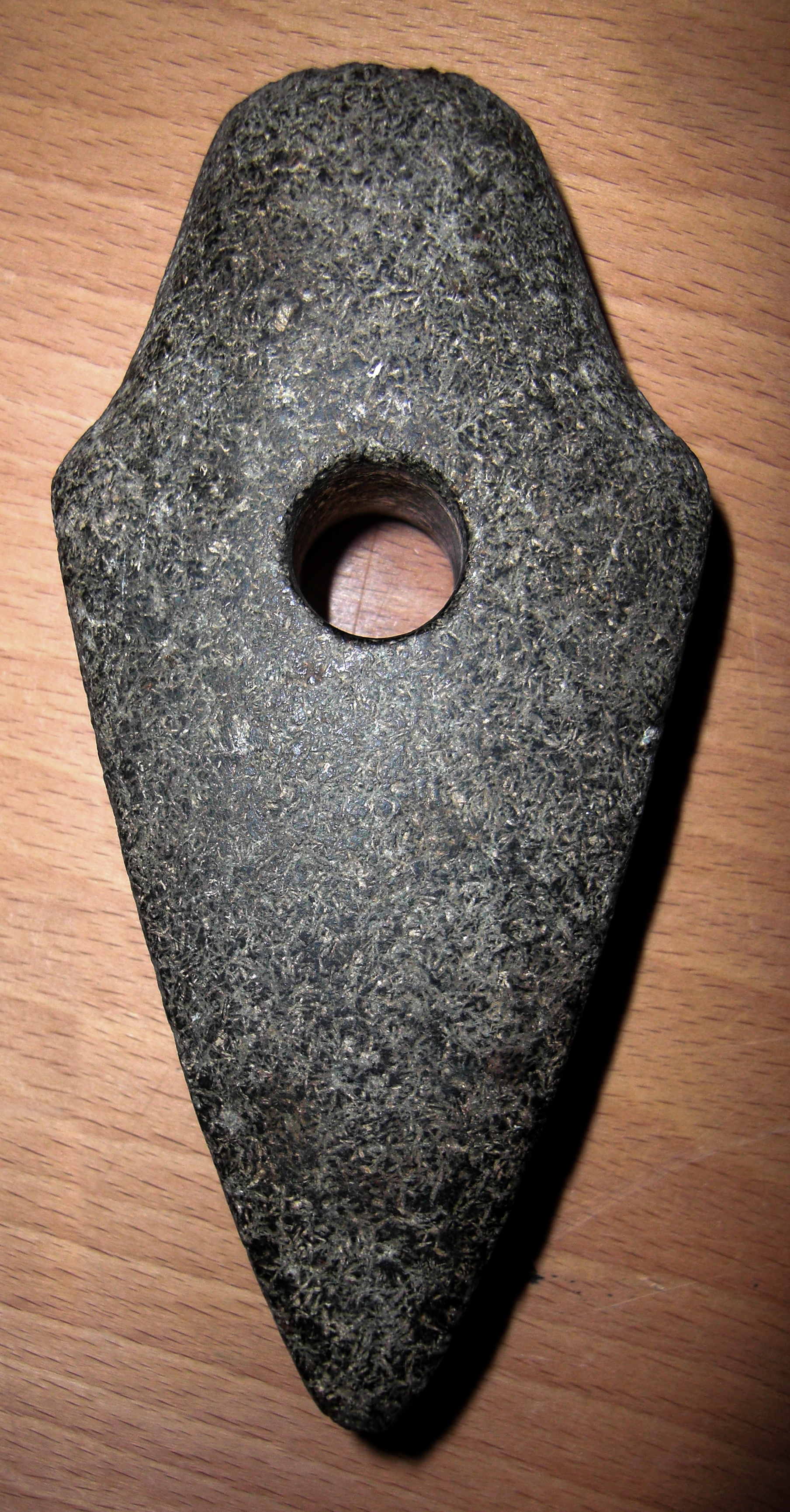
Сокира зі Швеції. Бронзова доба

Кам'яна сокира — знаряддя, що змінило в верхньому (пізньому) палеоліті більш древнє рубило (палеолітичне універсальне знаряддя, яке не має руків'я). Матеріалом служив кремінь, обсидіан і багато інших підхожих порід.
Найдавніші сокири виготовлялися методом оббивки і не мали отворів. Дуже рідко, але подекуди вже і в палеоліті підшліфовують леза. Але в основному навіть і надалі у мезоліті виготовляли сокири, т. з. «транше» (фр. tranchet — «шевський різак») тільки оббивкою.

## Способи закріплення
Сокира прив'язувалася в розвилці або ущелині руків'я ременями сирої або сирицевої шкіри, жилами; або вставлялася в спеціально видовбане гніздо в ложе руків'я, яке могло бути наскрізним вухом або глухим. Використовувалася смола. Іноді клинок сокири заздалегідь вставляли в гілку або стовбур дерева, що росте. Часто сокиру спочатку закріплювали в спеціальній оправі або муфті (англ. antler sleeve нім. Horntülle) з кістки або завилькуватого дерева (кап). Дуже надійним було закріплення в муфті з рога оленя. Сама ж муфта далі вставлялася в отвір дерев'яного руків'я або навпаки надівалася на неї, маючи відповідний отвір. Бувало роговим і все топорище.

## Шліфовані сокири
У неоліті вже повсюдно стали застосовувати шліфування. У першу чергу — для робочого леза т. з. «клиноподібних сокир» (англ. stone celt, фр. hache polie), які в англійській термінології називаються «кельтами». Важливо, що подточка не сколом, а шліфуванням значно подовжує життя знаряддю. У цей час стали використовувати і нові породи каменю (нефрит, діорит, серпентиніт і багато інших), у яких не отримати гострого леза тільки оббивкою, але обов'язково було потрібна подальше шліфування і навіть полірування. Ці сокири використовували і як клини для розколювання деревини уздовж волокон. Якщо лезо сокири закріплено в руків'ї поперечно, то це вже тесло (англ. adze; фр. herminette; нім. Dechsel, Querbeil). Але оскільки руків'я дуже рідко зберігалися до нашого часу, то в археології зазвичай заведено називати теслом сокиру з несиметричним в профіль лезом. Взагалі пропорції та розміри клиноподібних сокир були найрізноманітнішими. В поперечному перерізі вони теж різнилися. Він міг бути плоским, плоскоовальним, округлим. Виділяють мініатюрні стамески, і вузькі, але досить товсті долота. Вони могли використовуватися не тільки для роботи по дереву, але і як лощила при виробці шкіри або глиняних посудин. Деякі з доліт мають жолобчасту форму леза. До рідкісних видів знарядь відносяться крумейселі — скребучі інструменти з сильно загнутим лезом.
Можливо, що іноді клиноподібні сокири використовували і як мотики або заступи.
Іноді сокири мали поперечний жолобок (англ. grooved axe), який полегшує закріплення на руків'ї за допомогою гнучких прутів або сирої шкіри. Такі сокири були поширені в Північній Америці. А на Далекому Сході і в Південній Америці сокири могли прив'язуватися до руків'я за допомогою виступів зверху і знизу обушкової частини. Або ж обв'язка здійснювалася за допомогою круглого отвору на площині знаряддя, розташованого ближче до задньої частини.
Клиноподібні сокири, тесла і дрібніші подібні знаряддя виготовлялися не тільки з каменю. Використовували також кістку і мушлі. Причому їх застосовували не тільки там, де не завжди був присутній відповідний камінь, як, наприклад, в Полінезії.

## Свердління сокири
В неоліті стали з'являтися і сокири з отвором, але основна їх маса виготовлена вже в енеоліті і  бронзовому столітті, коли з'явилася більшість і масивних грубих сокир, і самі чудові екземпляри. Ці останні часто мають специфічні обриси, за які вони й отримали назву «човноподібні сокири» (англ. boat-axe, нім. Booataxt). Близькі до них також «заступні сокири». Їх витончені форми часто нагадують форми бронзових сокир. Існують також сокири з поліциркулярними лезами (лезо округле знизу) і набагато більш рідкісні — з широкими округлими лезами, спрямованими вперед. Іноді свердлені сокири прикрашені орнаментом, в якому вгадуються ливарні шви бронзових сокир або мотузкова прив'язка до топорища. На місці обуха іноді присутнє друге лезо або зображення тварини. Але частіше його оформлять у вигляді молота (молотка). Такі називають «сокирами-молотами» (-молотками; англ. axe-hammer, нім. Hammeraxt). Часто вони веслообухові. Ці ретельно зроблені сокири, мабуть, були бойовими та церемоніальними. Подібні сокири з важкооброблюваних красивих порід каменю сягнули сьогодення в складі скарбів (Скарб L з Трої).
До бойових відносять і сокири менш витончених форм: маточні, хрестоподібні, ромбічні, обушкові, клиноподібні, трикутні, булавоподібні, молоткоподібні. Такі, як булавоподібні, більшу нагадують булави. А молоткоподібні взагалі не мають леза. Численні знахідки бойових сокир і дали привід назвати ряд археологічних культур «культурами бойових сокир».
Природно, свердлені сокири використовували й для різних робіт. Не тільки для рубки, але і як молотки і клини для розщеплення дерева. Припускають, що для надійного закріплення досить тонкої круглого руків'я свердлені сокири могли заздалегідь надівати на гілки ростучих дерев.
Що стосується простих клиноподібних шліфованих знарядь, то їх продовжували використовувати й в Бронзовій добі. Більш того, кам'яні сокири та тесла подекуди дожили й до теперішнього часу.

## Посилання

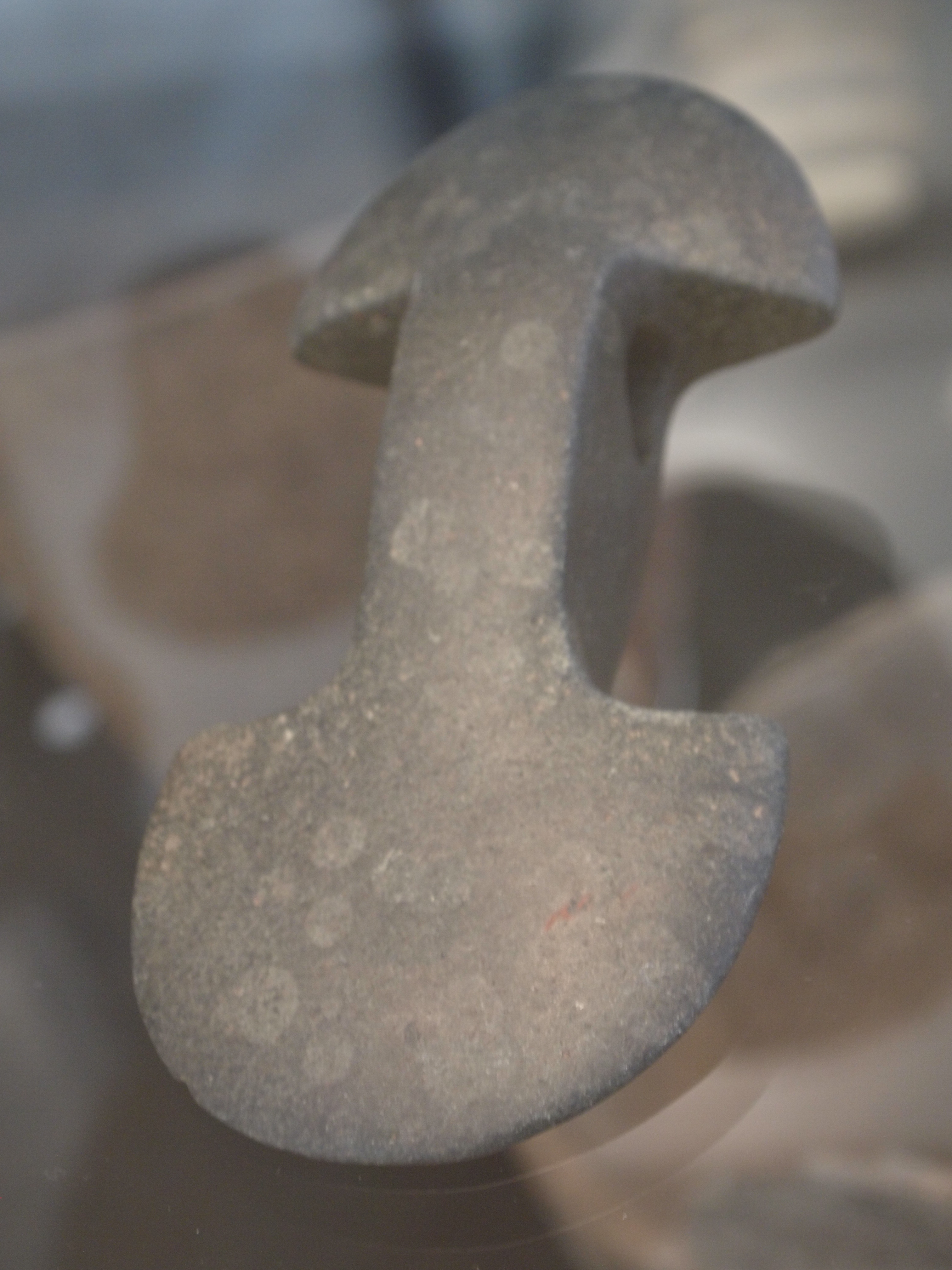
Бойова сокира з Данії

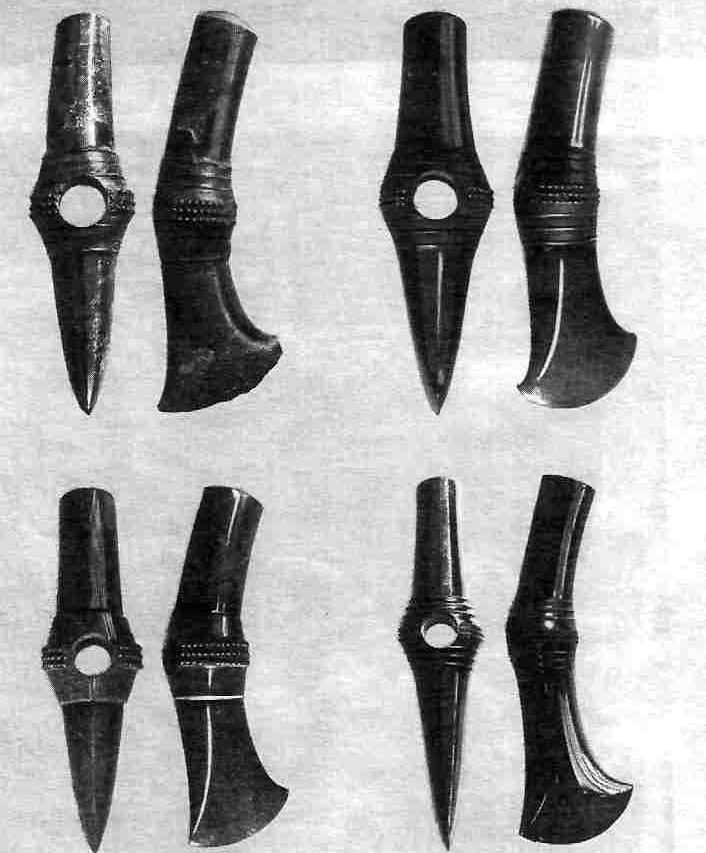
Сокири з жадеїту, нефриту і лазуриту. Троя II, клад L, 2600—2300 р. до н. е.